# Dum Maerenti Animo
Dum Maerenti Animo XII. Piusz pápa apostoli levele Kelet-Európa népeihez, amelyben a pápa mély aggodalmát fejezi ki az ateizmus terjedése miatt. Napra pontosan a Nádorfehérvári diadal után ötszáz évvel dátumozta.

## Történelmi helyzet
A második világháború után létrejött kelet-európai országok új ideológiával töltődtek fel, amelyet a győztes nagyhatalom diktált, a marxizmus, leninista ateista szemlélettel. A vallás gyakorlását tiltással, politikai zsarolással, rendőrhatalommal, besúgórendszerrel nehezítették.

## A pápa stílusa
Ebben a kiélezett helyzetben a pápa elszánja magát, hogy apostoli levelet küldjön a szocialista államok papságához. Levelében nem tér ki konkrét üldöztetésekre, de felsorolásából kitűnik tájékozódva van az üldöztetések módszereiről, mélységeiről. Mély aggodalommal ír a pápa, amelyben közli legfőbb célját: maradjanak erős hitben az üldöztetések ellenére.

## A címzettek
Az apostoli levél címzéssel kezdődik. Négy érsek nevét említi: Mindszenty József esztergomi, Alojzije Stepinac zágrábi, Stefan Wyszyński gnieznói és varsói érsekét, valamint Albánia, Bulgária, Csehszlovákia, Magyarország, Jugoszlávia, Lengyelország, Románia és Kelet-Németország teljes papságát.

## Tartalma
Bevezetés fejlécében áldást oszt a pápa, majd rögtön megosztja szomorúságának okát, amelyben aggodalommal látja a címzett országokban elindult folyamatot. A szomorúság oka az, ami pontosan ötszáz évvel azelőtt fogalmazott meg jó emlékezetű elődje III. Kallixtusz pápa, amikor Krisztus egyházát féltette az Európára törő oszmán birodalomtól, mely el akarja pusztítani Krisztus nevét. A napra pontosan ötszáz év után dátumozott - 1456 június 29. és 1956 június 29. - apostoli levél kitér arra, hogy akkor is a Duna népeit különösen Magyarországot fenyegette ilyen jellegű támadás, és elődje bűnbánatot hirdetett és alázatos imádkozást kért Európától, hogy Isten támogatását megkaphassa. Majd a pápa Isten segítségének tulajdonította, hogy Kapisztrán János buzdításai, és Hunyadi János bátorsága megvédte Európa akkori kapuját Belgrádot (Nándorfehérvárt). Ennek a győzelemnek az emlékére rendelte el elődje Krisztus színeváltozásának ünnepét.
Fő rész. - A pápa tudatában van annak, hogy ezek az országok csüggesztő helyzetben vannak, és ő is nehéz feladat előtt áll. Idézetet vesz Krisztustól, azt tanácsolja:
Erősítsd testvéreidet (Lk 22.32).
melyben lelki megszilárdulást vár a pápa. Elsősorban Mindszentyhez szól aggodalma, elismerve buzgolkodásait, és megkérve erősítse meg hitüket a kialakult helyzetben, amit a pápa egy vihar hasonlattal zár le: Szent Péter, az "Isteni Hajós", aki virraszt a viharban, még akkor is ha úgy tűnne, mintha aludna. Majd napi elmélkedést kér híveitől az alábbi idézetekre:

„ Én veletek vagyok a világ végezetéig.”

 és 

„ ha Isten velünk, ki ellenünk?”

A pápa hosszan sorolja az egyházra leselkedő veszélyeket, az erősödő kegyetlenkedéseket, a lélek megtörését, Krisztus tanításainak felpuhítását, kiüresítését. Ez ellen prófétál: A hitben hűségesen harcoló soha nem lesz legyőzött, hanem áldozata az Egyház diadala lesz, amit a történetírás arany betűkkel fog feljegyezni. (Ekkor a pápa még nem sejti mi fog történni Magyarországon abban az évben október 23-án.)
A papságon múlik, hogy ilyen helyzetben is hitet, bátorságot tudjanak önteni az ingadozókba. És hogy az óhajok valósággá váljanak, a hívők imádkozzanak a Megváltóhoz és a közbenjáró Istenszülő Szűzhöz.
Befejezésként egy hosszabb határozott mondattal foglalja össze és ismétli meg mondanivalója lényegét, felemlítve még egyszer III. Kallixtusz pápa imabulláját, melyben szélesebb körű egyet akaró imádkozást kér a hívőktől.